# São Félix do Araguaia
São Félix do Araguaia este un oraș în Mato Grosso (MT), Brazilia.